# Hydra rutgersensis
Hydra rutgersensis är en nässeldjursart som beskrevs av Forrest 1963. Hydra rutgersensis ingår i släktet Hydra och familjen Hydridae. Inga underarter finns listade i Catalogue of Life.